# متنزه فونك نها - كه بانغ القومي

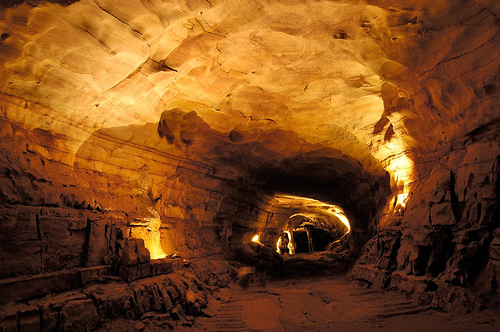
كهوف ومغارات كبيرة

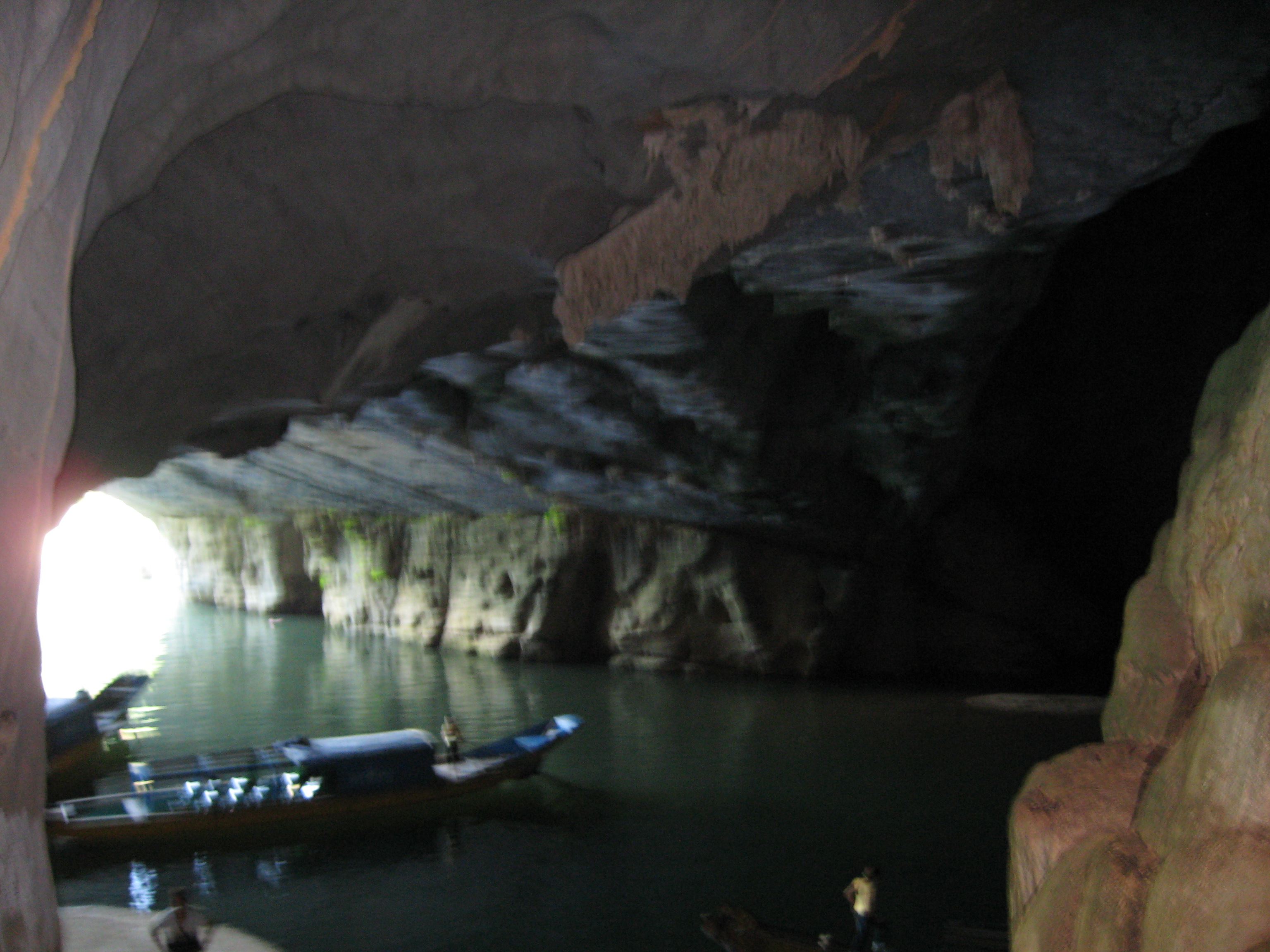
نهر تحت الأرض داخل الكهف

فونك نها - كه بانغ (بالفيتنامية Vườn quốc gia Phong Nha-Kẻ Bàng) هي حديقة وطنية وموقع من التراث العالمي لمنظمة اليونيسكو في شمال وسط فيتنام تبعد حوالي 500 كم جنوب العاصمة هانوي. تقع في منطقة الحجر الجيري من 2000 كيلومتر مربع في الأراضي الفيتنامية، والمنطقة الآخرى من الحجر الجيري في منطقة الحدود بمساحة 2000 كيلومتر مربع من هين نامنو بلاوس. المنطقة المركزية في هذه الحديقة الوطنية تغطي 857.54 كيلومتر مربع ومنطقة عازلة من 1954 كيلومتر مربع. أنشئت الحديقة لحماية واحدة من أكبر منطقتي كارست karst في العالم التي تحوي على 300 من الكهوف والمغاور، وأيضا لحماية النظام البيئي لغابات من الحجر الجيري في منطقة شمال وسط ساحل فيتنام. تشتهر منطقة نها فونك- كه بانغ بالكهوف حيث تضم حوالي 300 من الكهوف والمغاور ويصل إجمالي طولها نحو 70 كيلومترا، وتم دراسة 20 منها من قبل العلماء الفيتنامين والبريطانين، و 17 من هؤلاء في تقع في منطقة فونك نها وثلاثة في منطقة كه بانغ. تضم فونك نها بعض الكهوف التي تحمل سجلات عالمية على اعتبارها أطول نهر تحت الأرض بالإضافة إلى أنها أطول معبر كهفي.